# 蒙特奈
蒙特奈（法語：Montenay，法語發音：[mɔ̃tnɛ]）是法国马耶讷省的一个市镇，属于马耶讷区。

## 地理
蒙特奈（48°17'19"N, 0°53'34"W）面积37.2 平方千米，位于法国卢瓦尔河地区大区马耶讷省，该省份为法国西北部内陆省份，北起芒什省和奧恩省，西接伊勒-维莱讷省，南至曼恩-卢瓦尔省，东临萨尔特省。
与蒙特奈接壤的市镇（或旧市镇、城区）包括：沙扬、埃尔内、瑞维涅、普拉塞、圣但尼德加斯蒂讷、曼恩地区圣伊莱尔、沃托尔特。

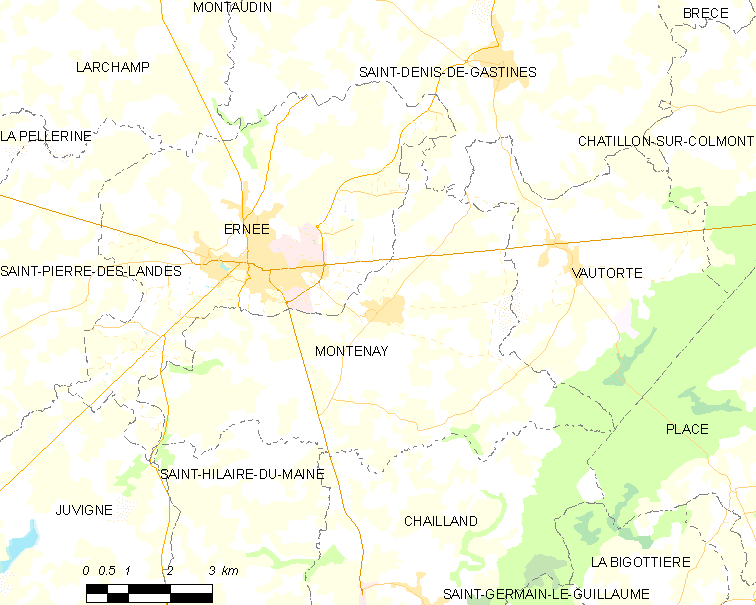
蒙特奈的OSM定位图

蒙特奈的时区为UTC+01:00、UTC+02:00（夏令时）。

## 行政
蒙特奈的邮政编码为53500，INSEE市镇编码为53155。

## 政治
蒙特奈所属的省级选区为埃尔内县。

## 人口

1962-2008年间蒙特奈人口变化图示

蒙特奈于2022年1月1日时的人口数量为1307人。